# Gilbert och Sullivan

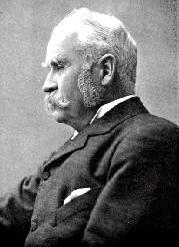
W. S. Gilbert.

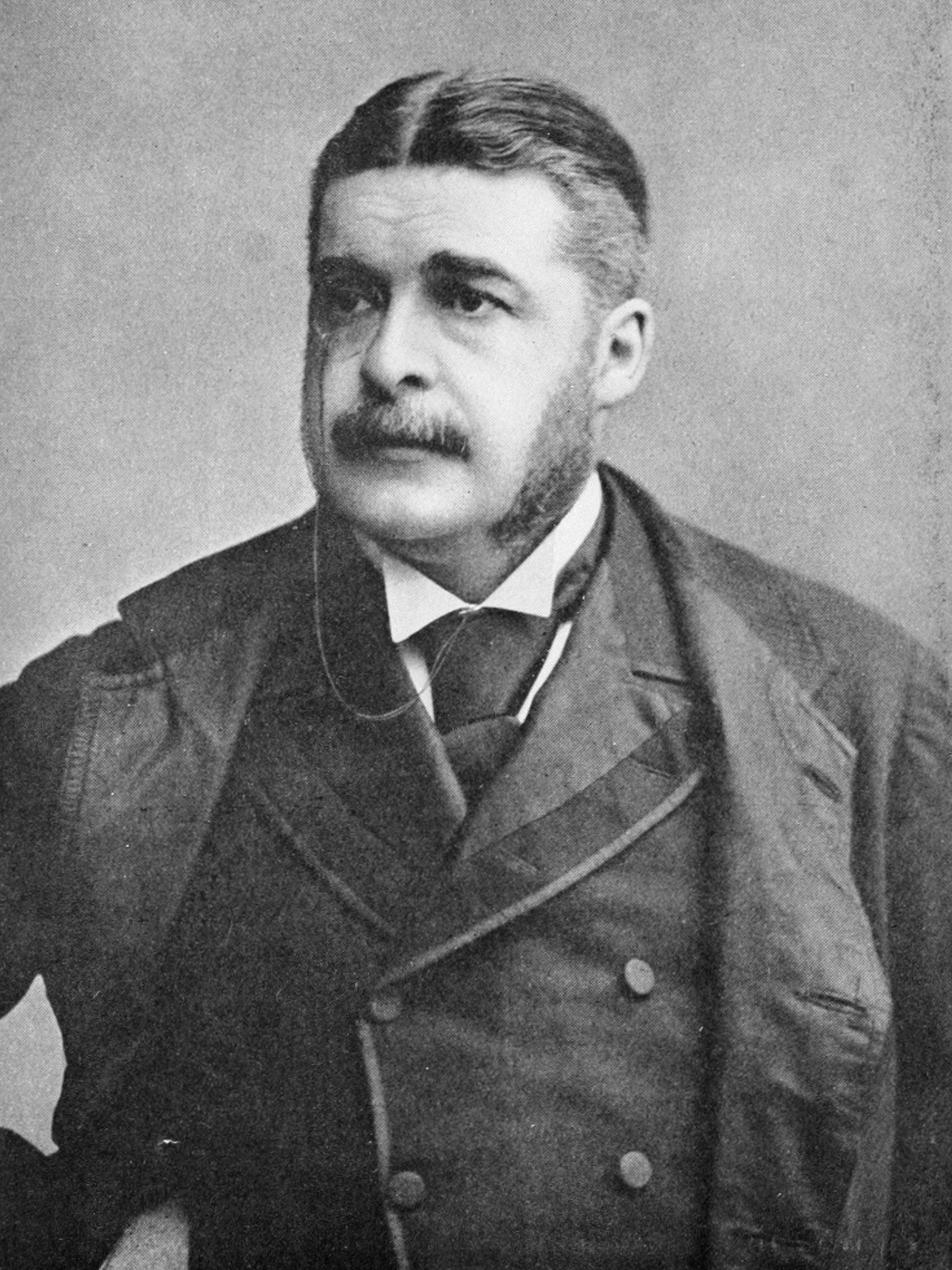
Arthur Sullivan.

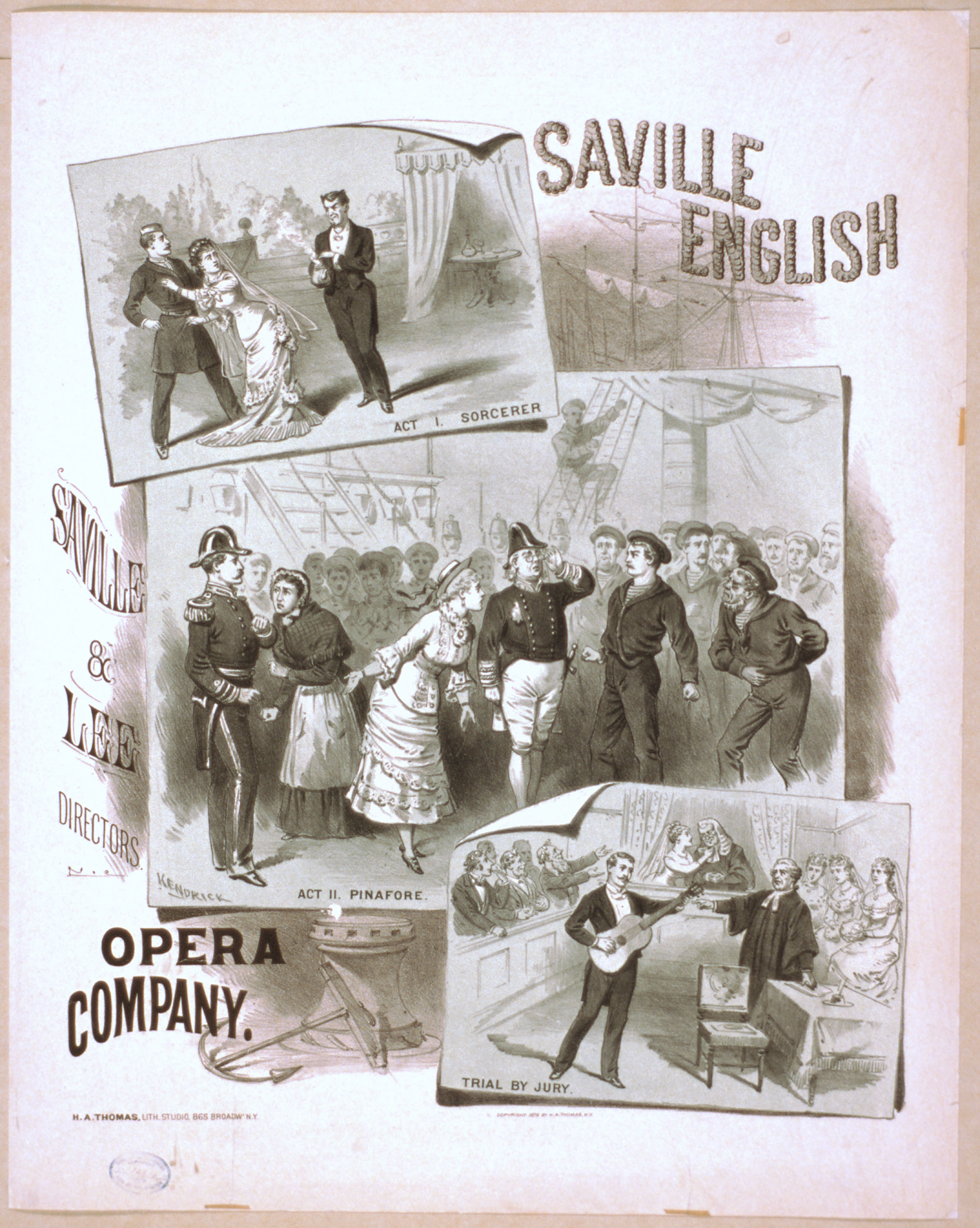
Reklam för operetterna The Sorcerer, H.M.S. Pinafore och Trial by Jury.

William S. (Schwenck) Gilbert och Arthur Sullivan var brittiska skapare av operetter, där Gilbert stod för texten och Sullivan för musiken. Från 1871 till 1896 skapade de tillsammans 14 verk, som sedan dess varit mycket uppskattade i den engelskspråkiga världen. 
De lyckades finna en marknad för anständig ofta satirisk underhållning, som riktade sig till den borgerliga publiken. I drottning Victorias England ansågs kontinental operett med stycken som Sköna Helena och Orfeus i underjorden som moraliskt opassande. 
Ett antal operetter spelades på Opera Comique i London 1877–1881. 1881 stod The Savoy Theatre klar i London och där spelades sedan G&S-operetterna. Den största succén var Mikadon och i samband med dess tillkomst uppstod slitningar mellan kompanjonerna. Flera gånger höll de på att splittras, men samarbetet fortsatte ändå till 1896. 
Sullivan komponerade även symfonier och oratorier på egen hand, dock utan någon större framgång. 
Numera hålls en Gilbert & Sullivan-festival varje sommar i Buxton, England.
Deras liv och samarbete skildras i filmerna Triumf i toner och Topsy-Turvy.

## Verk
- 1871 – Thespis (operett)
- 1875 – Trial by Jury
- 1877 – The Sorcerer
- 1878 – HMS Pinafore
- 1879 – The Pirates of Penzance

### Savoyoperorna
- 1881 – Patience
- 1882 – Iolanthe
- 1884 – Princess Ida
- 1885 – Mikadon
- 1887 – Ruddigore
- 1888 – The Yeomen of the Guard
- 1889 – The Gondoliers
- 1893 – Utopia Limited
- 1896 – The Grand Duke

## Filmer innehållande musik av Sullivan (urval)
- 1939 – The Mikado
- 1942 – Mrs Miniver
- 1953 – Triumf i toner
- 1978 – Tjejen som visste för mycket
- 1982 – Pirate Movie
- 1994 – Prêt-à-Porter - Den nakna sanningen
- 1995 – Things To Do in Denver When You're Dead
- 1996 – Striptease
- 1997 – Wilde
- 1998 – Star Trek: Insurrection
- 1999 – Topsy-Turvy
- 1999 – The Talented Mr. Ripley
- 2001 – Kate & Leopold